# 춘해보건대학교
춘해보건대학교(春海保健大學校, Choonhae College of Health Sciences)는 대한민국의 전문대학이다. 2008년 6월 10일 교명을 춘해대학에서 춘해보건대학으로 변경하였다.

## 역사
- 1968년 3월 22일 : 춘해간호학교 설립
- 1972년 12월 14일 : 춘해간호전문학교로 개편
- 1977년 8월 20일 : 부산광역시 전포동 교지로 이전
- 1979년 1월 1일 : 춘해간호전문대학으로 개편
- 1988년 5월 1일 : 춘해대학으로 교명 변경
- 1998년 5월 12일 : 울산광역시 현 교사로 이전
- 2008년 6월 10일 : 춘해보건대학으로 교명 변경
- 2012년 1월 20일 : 춘해보건대학교로 교명 변경

춘해보건대학교는 원래 부산에서 춘해학원으로 시작하였다. 1967년 12월 1일 문교부로부터 학교법인 춘해학원을 인가받았다. 1970년에 간호학교로 지정받고 1972년 12월에 춘해간호전문학교로 개편하였고, 1979년에 춘해간호전문대학으로 승격되었다. 1998년 5월 12일에 울산캠퍼스 기공식과 춘해대학으로 교명을 변경하였다. 2008년 6월 10일에 춘해보건대학으로 교명을 변경하였다.

## 교육편제
다음은 2018년 기준, 춘해보건대학교의 전문학사 학위 과정 일람이다.
| 4년제      | 3년제                                                                                               | 2년제                                           |
| ---------- | --------------------------------------------------------------------------------------------------- | ----------------------------------------------- |
| - 간호학과 | - 치위생과 - 작업치료과 - 응급구조과 - 안경광학과 - 방사선과 - 물리치료과 - 언어치료과 - 유아교육과 | - 보건행정과 - 의료공학과 - 사회복지과 - 요가과 |

## 같이 보기
- 대한민국의 교육